# 안용백
안용백(安龍伯, 일본식 이름: 竹山龍伯다케야마 료하쿠, 1901년 2월 24일 ~ 1977년 5월 10일)은 일제강점기의 관료이며 대한민국의 교육인이다. 제4대 국회의원에 당선되었으나 부정개표 행위가 적발되어 당선 무효 판결을 받았다.

## 생애
전라남도 보성군 출신이다. 경성제국대학 법문학부 윤리학과를 졸업하고, 경상남도 하동군 군수와 조선총독부 학무국 관리 등으로 약 15년간 근무했다. 1941년 총독부 기관지 《조선》에 창씨명으로 〈유도정신 진흥의 의의〉라는 글을 투고해 일본 정신을 체득함으로써 내선일체를 이루자는 주장을 편 바 있다. 안용백은 조선인으로는 드물게 《녹기》에 글을 실었을 정도로 친일 논설 분야에서 인정을 받았다.
광복 후 경남고등학교 초대 교장을 지냈고, 문교부 고등교육국장, 제2대 전라남도 교육감(1964년 ~ 1968년) 보관됨 2021-12-25 - 웨이백 머신, 대한교육연합회 상임이사 등으로 교육 분야에서 계속 이력을 쌓았다. 경남고 교장 시절에는 후에 대한민국 제14대 대통령이 된 김영삼의 스승이었고, 김영삼이 대학에서 철학 전공을 선택하게 된 데 영향을 끼친 것으로 알려져 있다. 어린이 교육을 위해 '미안합니다, 고맙습니다, 안녕하십니까, 실례했습니다'라는 말을 생활화하자는 '미고안실 운동'을 전개하기도 했다.
1958년 대한민국 제4대 총선에 자유당 후보로 고향 보성에서 출마하여 당선되었다. 그러나 개표 과정에서 야당측 참관인들에게 수면제를 탄 닭죽을 먹인 뒤 이들이 잠든 사이에 표를 조작한 이른바 '닭죽 사건'이 발각되어 당선 무효 판결을 받았다.
2008년 민족문제연구소에서 친일인명사전에 수록하기 위해 정리한 친일인명사전 수록예정자 명단 관료 부문, 2009년 친일반민족행위진상규명위원회가 발표한 친일반민족행위 705인 명단에 수록되었다. 광주광역시 어린이대공원에 안용백의 흉상이 세워져 있어 친일 행적 논란이 있었다.

## 역대 선거 결과
| 실시년도 | 선거   | 대수 | 직책     | 선거구      | 정당   | 득표수   | 득표율          | 순위 | 당락 | 비고 |
| -------- | ------ | ---- | -------- | ----------- | ------ | -------- | --------------- | ---- | ---- | ---- |
| 1958년   | 총선   | 4대  | 국회의원 | 전남 보성군 | 자유당 | 34,990표 | \| \| 57.00% \| | 1위  |      | 초선 |
|          | 57.00% |      |          |             |        |          |                 |      |      |      |